# Friesenried
Friesenried è un comune tedesco di 1 505 abitanti, situato nel land della Baviera.